# Xylophis deepaki
Xylophis deepaki — вид неотруйних змій з родини Pareatidae. Описаний у 2021 році.

## Назва
Вид названий на честь індійського герпетолога доктора Діпака Віраппана, на знак визнання його значного внеску у герпетологію ХХІ століття, включаючи роботу над систематикою Xylophis.

## Поширення
Ендемік Індії. Поширений у штаті Тамілнад на півдні країни.